# John Montgomery Ward
John Montgomery Ward (3 de março de 1860 – 4 de março de 1925), conhecido também como Monte Ward, foi um jogador profissional de beisebol na Major League Baseball e que atuou como arremessador, shortstop, segunda base e treinador. Ward nasceu em Bellefonte, Pensilvânia e cresceu em Renovo, Pensilvânia. Liderou a formação dos primeiros sindicatos de jogadores profissionais e uma nova liga de beisebol, a  Players' League.

## Providence Grays
A primeira temporada de Ward com os Grays foi um sucesso, conseguindo 22 vitórias e 13 derrotas com ERA de 1.51. Jogou aquela temporada exclusivamente como arremessador, mas durante as duas temporadas seguintes, jogou cada vez mais como outfielder e na terceira base. Ward teve duas excepcionais temporadas como arremessador conseguindo 47 vitórias e 19 derrotas com 239 strikeouts e ERA de 2.15 em 1879 e 39 vitórias e 24 derrotas com 230 strikeouts e ERA de 1.74 ERA em 1880. Arremessou perto de 600 entradas em cada ano (587.0 em 1879 e 595.0 em 1880). Ainda com 19 anos de idade, ganhou 47 jogos e liderou o Providence Grays de 1879 na conquista do primeiro lugar naquele ano.
Em 1880, Ward começou a jogar em outras posições. Em 17 de junho de 1880, Ward arremessou o segundo jogo perfeito na história do beisebol, batendo o futuro membro do Hall of Famer Pud Galvin e os Buffalo Bisons por 5–0. Lee Richmond tinha arremessado o primeiro jogo perfeito apenas cinco dias antes, em 12 de junho. O próximo jogo perfeito na National League aconteceria apenas 84 anos de pois, quando Jim Bunning conseguiu um jogo perfeito em 1964. Ward expandiu seu papel de liderança quando se tornou jogador-treinador nos últimos 32 jogos do time, vencendo 18 deles, colocando os Grays em segundo lugar ao fim do campeonato.